# Sachatamia
Sachatamia – rodzaj płazów bezogonowych z podrodziny Centroleninae w rodzinie szklenicowatych (Centrolenidae).

## Zasięg występowania
Rodzaj obejmuje gatunki występujące w lasach deszczowych na wysokościach poniżej 1500 m n.p.m. w Ameryce Środkowej (Honduras, Nikaragua, Kostaryka i Panama) i Ameryce Południowej (Kolumbia i północno-zachodni Ekwador).

## Systematyka

### Etymologia
Sachatamia: keczua sacha „las”; tamia „deszcz”.

### Podział systematyczny
Do rodzaju należą następujące gatunki:
- Sachatamia albomaculata (Taylor, 1949)
- Sachatamia electrops Rada, Jeckel, Caorsi, Barrientos, Rivera-Correa & Grant, 2017
- Sachatamia ilex (Savage, 1967)
- Sachatamia orejuela (Duellman & Burrowes, 1989)
- Sachatamia punctulata (Ruiz-Carranza & Lynch, 1995)